# 우연한 하루
우연한 하루 김수지입니다는 MBC FM4U에서 매일 밤 12시부터 오전 1시까지 방송되었던 음악 전문 라디오 프로그램이다. 2020년 5월 11일부터 동년 11월 15일까지 6개월간 폐지되었다.

## DJ
- 김수지 아나운서 (여)

## 코너
- 우연의 음악